# Centre indépendant (Israël)
Ne doit pas être confondu avec Centre libre, Parti indépendance ou Libéraux indépendants.
Le Centre indépendant (hébreu : המרכז העצמאי, HaMerkaz HaAtzma'i) était une faction politique israélienne entre 1974 et 1976.

## Histoire
Cette faction fut fondée par Eliezer Shostak et Ehud Olmert en 1974 lorsqu'ils quittèrent le Centre libre, membre de l'alliance Likoud. La nouvelle faction resta partie du Likoud.
En 1976, le Centre indépendant fusionna avec deux autres factions du Likoud, la Liste nationale et le Mouvement pour un Grand Israël, qui devint la troisième plus grande faction au sein de Likoud. Il fusionna par la suite au sein du Hérout, la plus grande faction au sein du Likoud, en 1984. Le Centre libre quitta par la suite le Likoud pour former le Mouvement démocratique pour le Changement.
- (en) Cet article est partiellement ou en totalité issu de l’article de Wikipédia en anglais intitulé « Independant Centre » (voir la liste des auteurs).